# لوكا لوبو
لوكا لوبو هو لاعب كرة قدم برازيلي في مركز الدفاع، ولد في 11 فبراير 1999 في البرازيل. لعب مع تولسا روناكس.

## وصلات خارجية
- لوكا لوبو على موقع Soccerway.com (الإنجليزية)